# 風の旋律 (SAKUの曲)
風の旋律（かぜのせんりつ）は、日本のSAKUの1stシングルである。1999年4月21日によりCsoon RECORDSからリリースされた。

## 解説
男性デュオグループのCALLが1996年3月30日に活動休止した後に、メンバーの1人である櫻井茂雄がソロとしてメジャーデピューをし、改名『SAKU』の最初のシングルである。
2作目の『クエスチョン』。3作目の『オレンジタワー』込みで1か月連続発売である。全ての楽曲はプロモーション用の1999年の「SAKU DEMO」からの出展である。ジャケットはPOP調な赤地に青の傘を持った黒地の女性の絵で表題曲以外に「The」という文字まで追加されている。これはCsoon RECORDSから発売されたSAKUの楽曲に文字は違えど必ず追加されている。

## 収録曲
1. 風の旋律
  - 作詞: SAKU、作曲: SAKU
2. Blue Parade
  - 作詞: 青山紳一郎、作曲: SAKU
3. 水彩の記憶
  - 作詞: 青山紳一郎、作曲: SAKU